# Estació de trens de Dudelange-Centre
L'Estació de trens de Dudelange-Centre (en luxemburguès: Gare Diddeleng-Zenter; en francès: Gare de Dudelange-Centre, en alemany:  Bahnhof Dudelingen-Zentrum) és l'estació de trens del centre de Dudelange i al sud de Luxemburg. La companyia estatal propietària és Chemins de Fer Luxembourgeois. L'estació està situada en el ramal ferroviari de la línia 60 CFL, que connecta la ciutat de Luxemburg amb les Terres Roges al sud del país. És la tercera estació de la branca a la ciutat francesa de Volmerange-les Mines. Dudelange-Centre és una de les quatre estacions ferroviaries que té la ciutat.

## Servei
Dudelange-Ville rep els serveis ferroviaris pels trens de Regionalbahn (RB) i Regional Express (RE) amb relació a la línia 60 CFL entre Ciutat de Luxemburg - Bettembourg -Volmerange-les-Mines.